# Chùy hoa Ba Tư
Chùy hoa Ba Tư (danh pháp khoa học: Strobilanthes dyerianus) là loài thực vật có nguyên xuất từ Myanma. Cây cho màu lá rất đẹp, lá hình trái xoan, phiến lá màu tía, hệ gân lá màu xanh, trang điểm thêm trên bề mặt phiến lá một lớp bóng màu trắng bạc tạo màu sắc óng ả. Cây có thể sống dưới bóng râm, thoát nước tốt, nó có tác dụng cải tạo đất. Loài này rất được ưa chuộng làm cảnh.

## Hình ảnh

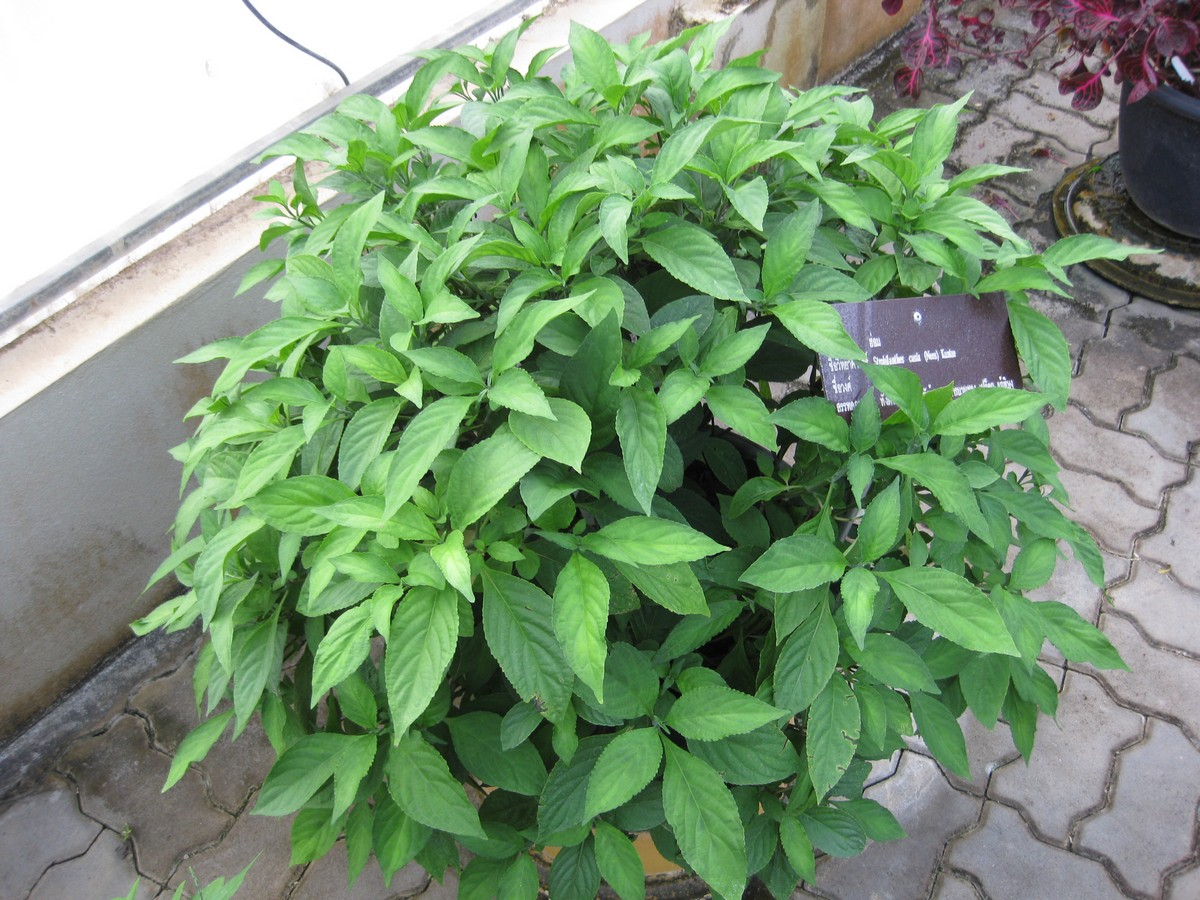
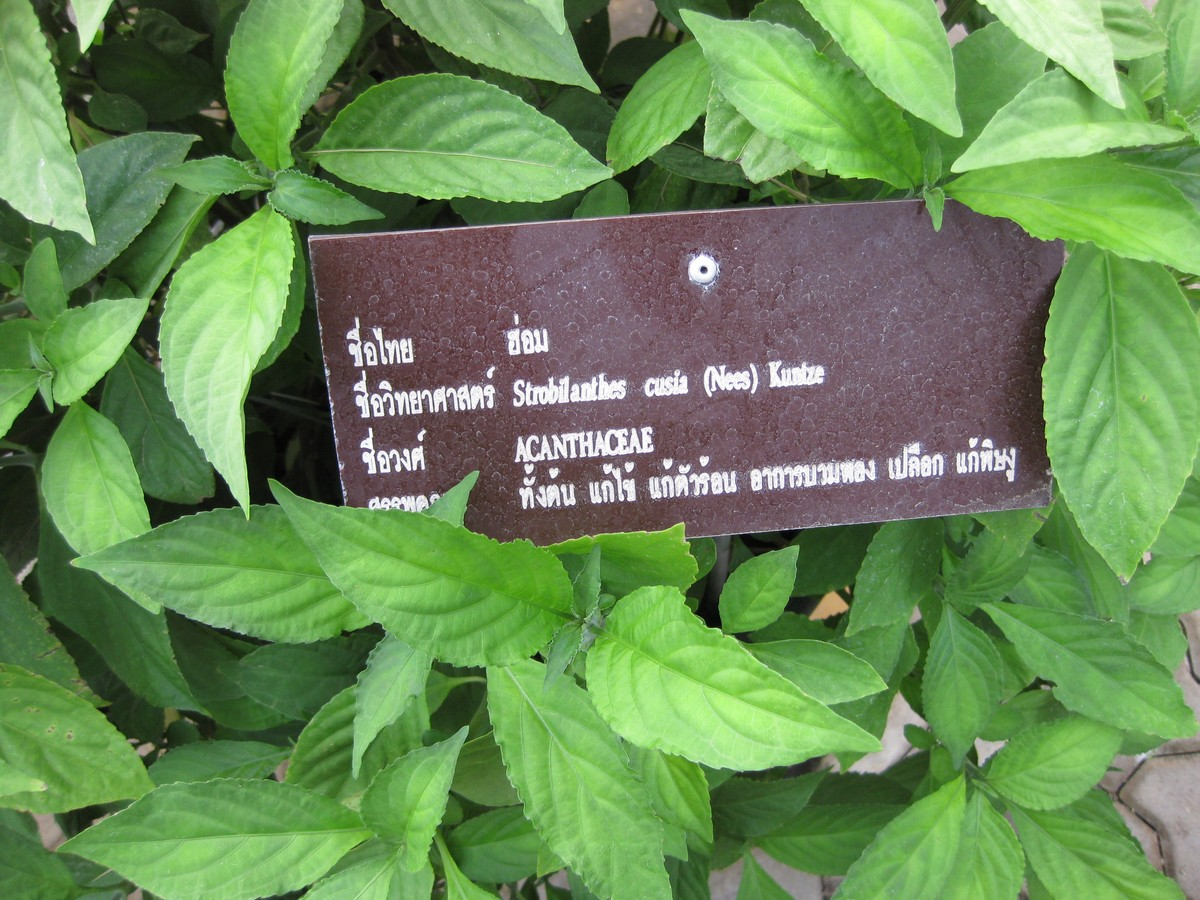
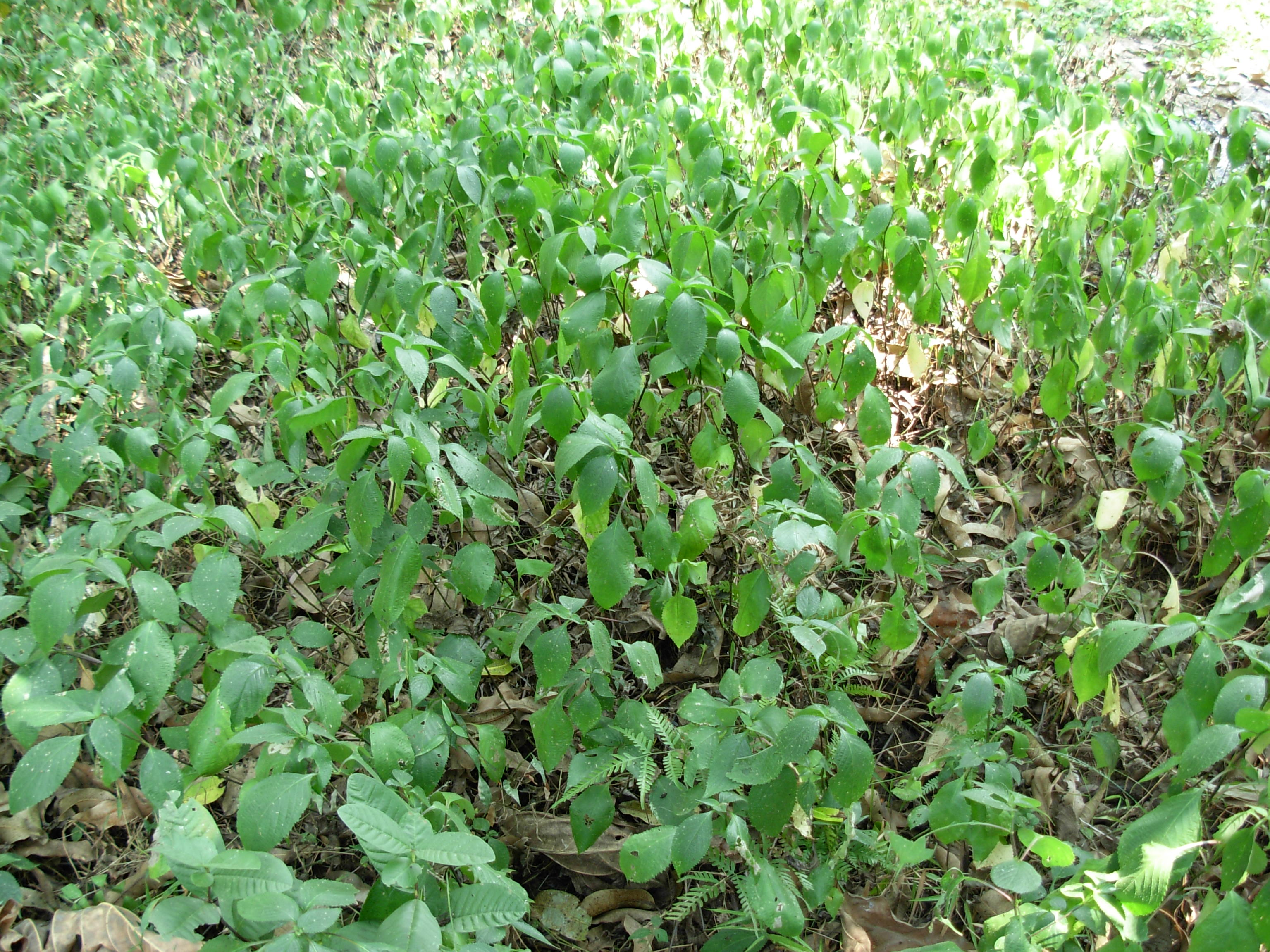
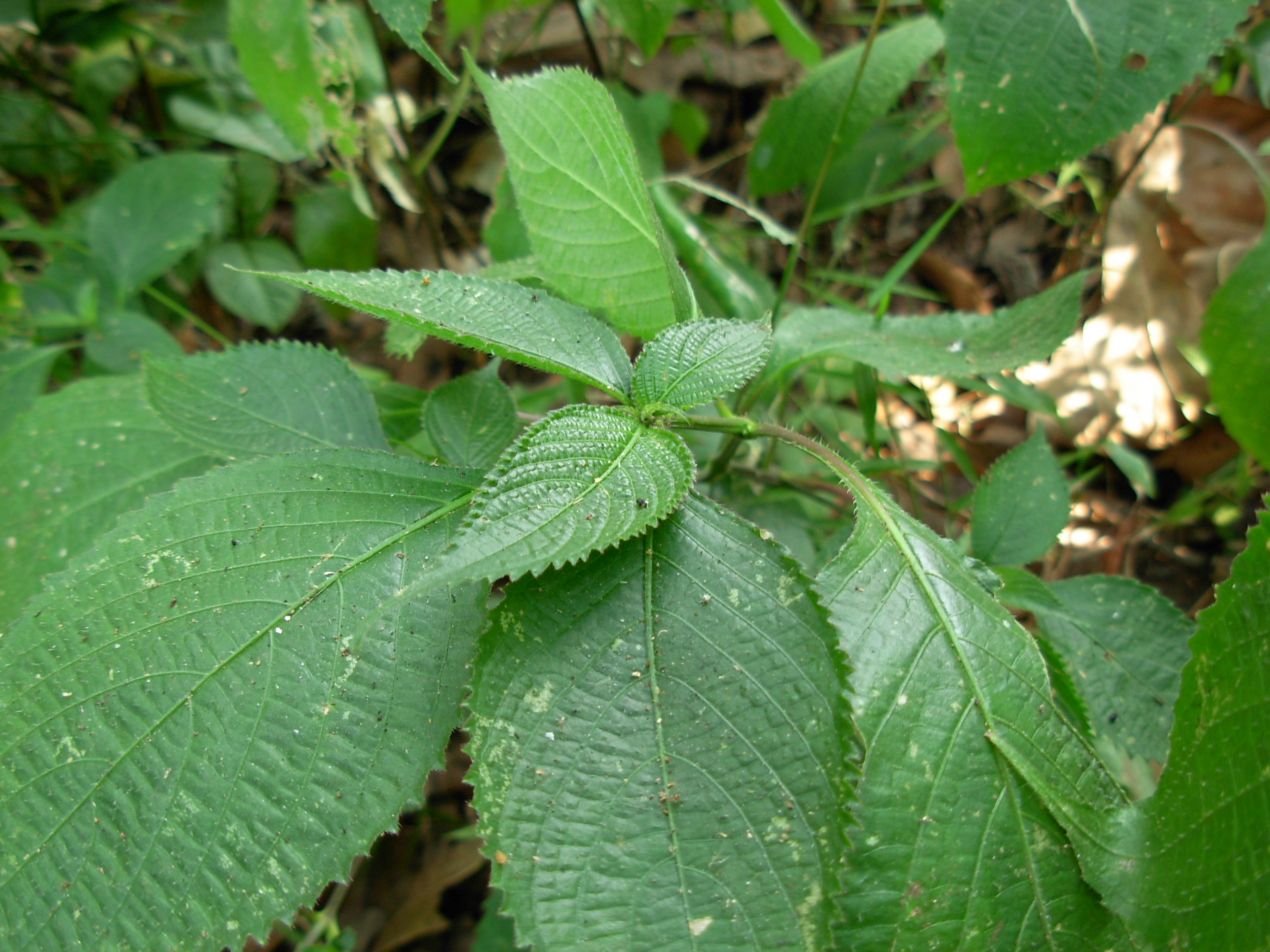